# Red Bull Powertrains
Red Bull Powertrains (RBPT) ist ein 2021 gegründeter und in Milton Keynes ansässiger Motorenhersteller im Besitz der Red Bull GmbH. Er ist Motorenlieferant für die Formel-1-Teams Red Bull Racing und Racing Bulls.

## Geschichte
Red Bull Racing und sein Schwesterteam Scuderia AlphaTauri setzten bis zur Saison 2021 Antriebe von Honda ein. Ende 2020 entschloss sich Honda, nach der Saison 2021 die Formel-1-Weltmeisterschaft als Motorenlieferant zu verlassen. Red Bull war nun gezwungen, nach einem neuen Motorenpartner zu suchen. Die einzige realistische Alternative war eine Motorenbelieferung von Renault. Eine erneute Partnerschaft zwischen diesen beiden Unternehmen wurde von beiden Seiten jedoch nicht gewünscht, da die erste Partnerschaft zwischen 2007 und 2018 zwar sehr erfolgreich verlief, jedoch im Streit endete. 
Zudem wollte Red Bull Racing nicht weiter ein Kundenteam eines anderen Herstellers sein, sondern als vollwertiges Werksteam antreten. Aus diesen Gründen entschied sich Red Bull Racing dazu, mit Red Bull Powertrains einen eigenen Motorenhersteller zu gründen.
In einer Übergangsphase von 2022 bis einschließlich 2025 wird Red Bull Powertrains den bisher verwendeten Honda-Motor RA621H in einer noch von Honda überarbeiteten Fassung (aufgrund einer Reglement-Änderung wird seit 2022 E10- statt E5-Benzin in der Formel 1 eingesetzt) sowie die Hybridbauteile (Energy Recovery System) übernehmen und eigenverantwortlich betreiben. Ursprünglich war geplant, dass Honda dabei nur in der Saison 2022 weiterhin unterstützend tätig sein wird.  Später entschied sich Honda jedoch dazu, die Unterstützung bis 2025 auszudehnen und den Motor bis dahin weiterhin vollständig zu fertigen. Zur Einführung des neuen Motorenreglements im Jahr 2026 (ursprünglich bereits für 2025 geplant) plant Red Bull Powertrains, die erste eigenständig entwickelte Antriebseinheit fertigzustellen.
Am 3. Februar 2023 wurde bekannt gegeben, dass Ford ab 2026 bis mindestens 2030 Motorenpartner wird. Es werden beide Teams beliefert. Die Zusammenarbeit für die Entwicklung des neuen Motors soll umgehend beginnen. Ford soll sich bei der Entwicklung des Verbrennungsmotors sowie in Bereichen wie Batteriezellen, Elektromotortechnologie und bei Softwareelementen einbringen.
Um gegenüber den anderen Motorenherstellern Mercedes AMG High Performance Powertrains, Scuderia Ferrari und Renault nicht ins Hintertreffen zu geraten, setzte sich Red Bull für eine Änderung des aktuell gültigen Reglements ein und konnte sich damit durchsetzen: Somit wird es zwischen 2022 und 2025 nur in sehr begrenztem Maße erlaubt sein, die Motoren weiterzuentwickeln (ein sogenannter „engine freeze“). Red Bull Powertrains kann sich in der Zwischenzeit somit auf den Betrieb und die Wartung der aktuellen Motoren sowie auf die Entwicklung des Antriebs für 2026 konzentrieren.
Motorenchef ist seit dem 24. Mai 2022 Ben Hodgkinson, der zuvor seit 2001 bei Mercedes tätig war. Aufgrund einer Kooperationsvereinbarung wurden außerdem die in Milton Keynes stationierten Mitarbeiter der Motorenabteilung von Honda zu Arbeitnehmern von Red Bull Powertrains. Red Bull Racing baut zudem eine neue Motorenfabrik am Standort in Milton Keynes; eine mögliche Übernahme der Honda-Anlagen wurde nicht in Betracht gezogen.